# Giubbe Rosse
Caffè Giubbe Rosse — историческое литературное кафе, расположенное на площади Репубблика во Флоренции (Италия). При открытии в 1896 году кафе называлось «Fratelli Reininghaus». В 1910 году переименовано в «Giubbe Rosse» (красные куртки/пальто) в честь красных курток, которые входили в униформу официантов.

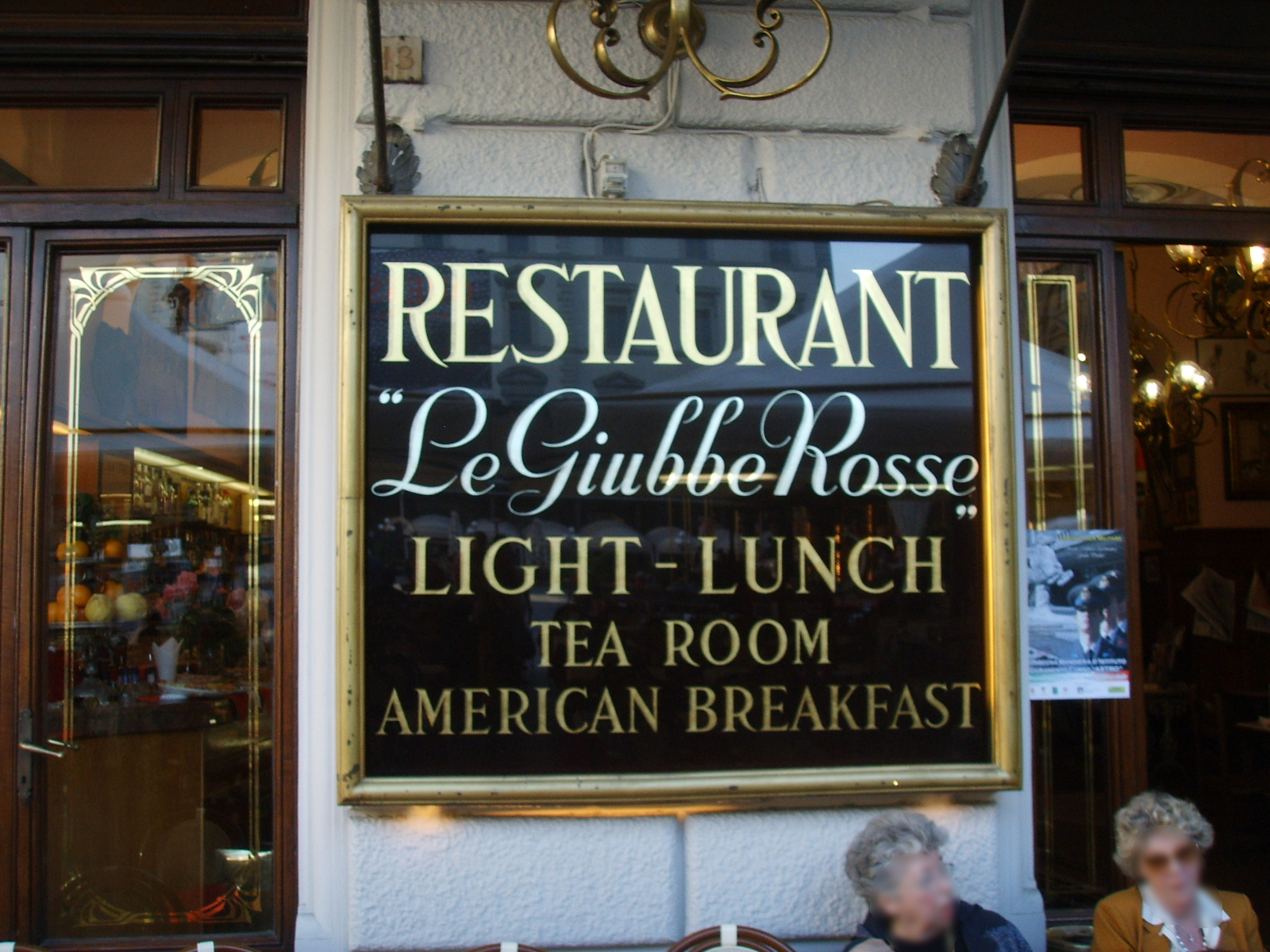
Вывеска ресторана

В 2019 году по предложению Министерства культуры Италии это литературное кафе было признано объектом культурного наследия.

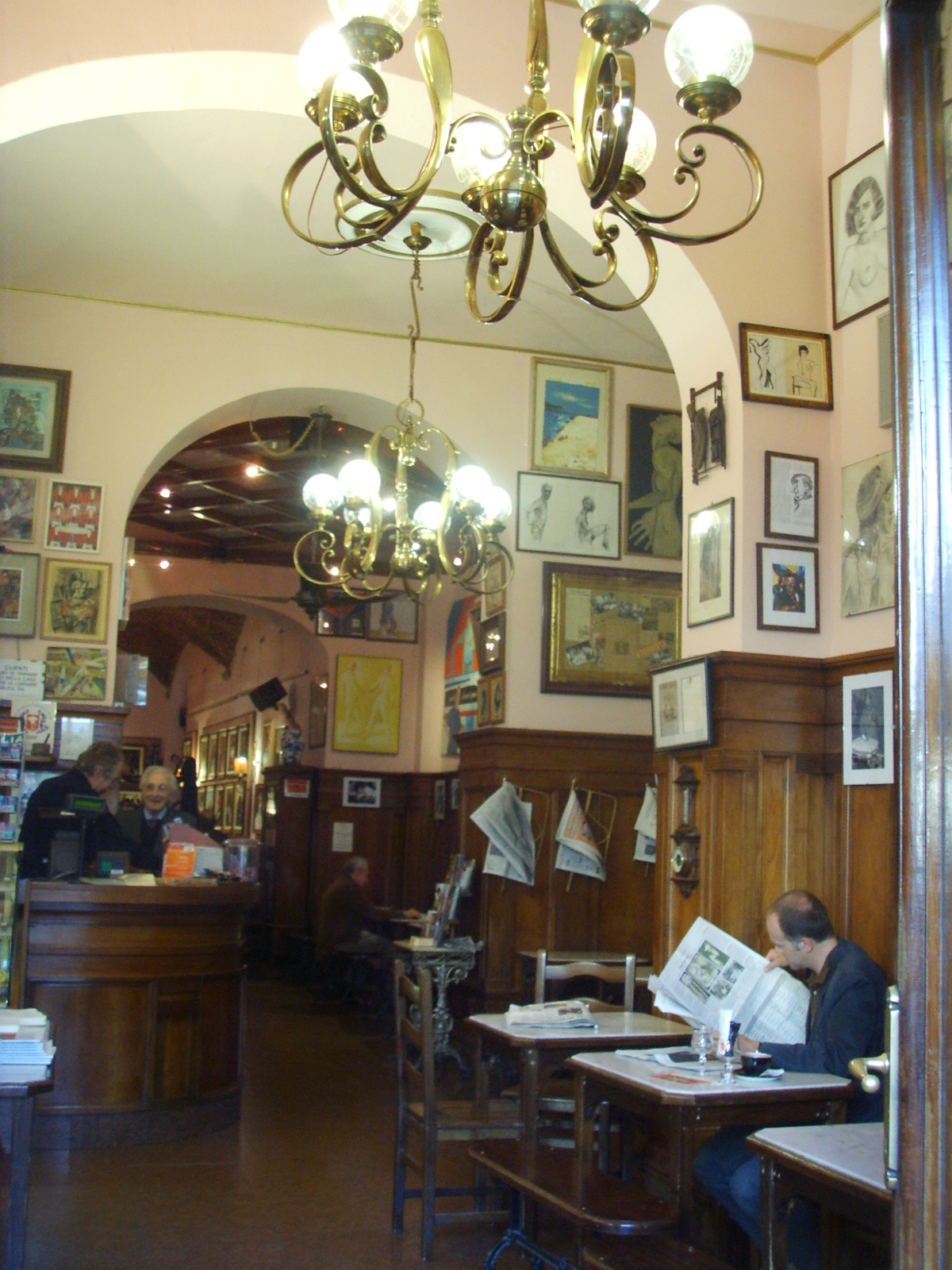
Интерьер

## Вклад в футуризм

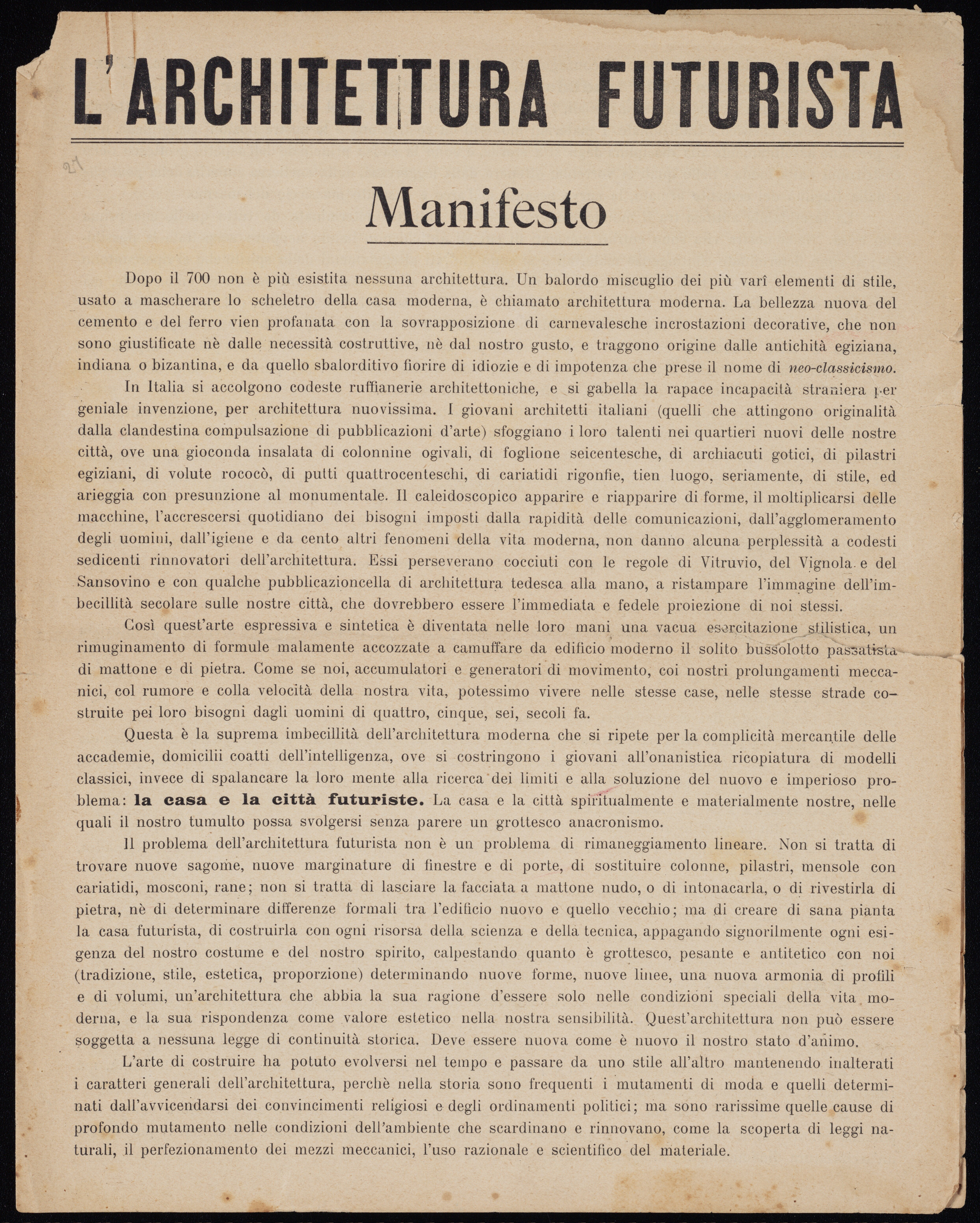
Манифест футуристической архитектуры

Ресторан-кафе имеет давнюю репутацию места встреч литераторов и интеллектуалов. Альберто Вивиани назвал «Giubbe Rosse» «кузницей мечтаний и страстей» (с итал. — «fucina di sogni e di passioni»). Giubbe Rosse стало местом, где зародилось, боролось и развивалось футуристическое движение, сыграв очень важную роль в истории итальянской культуры как мастерская идей, проектов и страстей.
«Мы хотим воспевать любовь к опасности, постоянной энергии и мужеству. Мы хотим поощрять движение в агрессивно новых направлениях, лихорадочную бессонницу, бег, смертельные прыжки, пощечины и удары».
Поэты, такие как Арденго Соффичи, Джованни Папини, Эудженио Монтале, Филиппо Томмазо Маринетти, Джузеппе Преццолини и многие другие, встречались и писали в этом литературном кафе, которое стало важным центром итальянской литературы в начале XX века.

## История

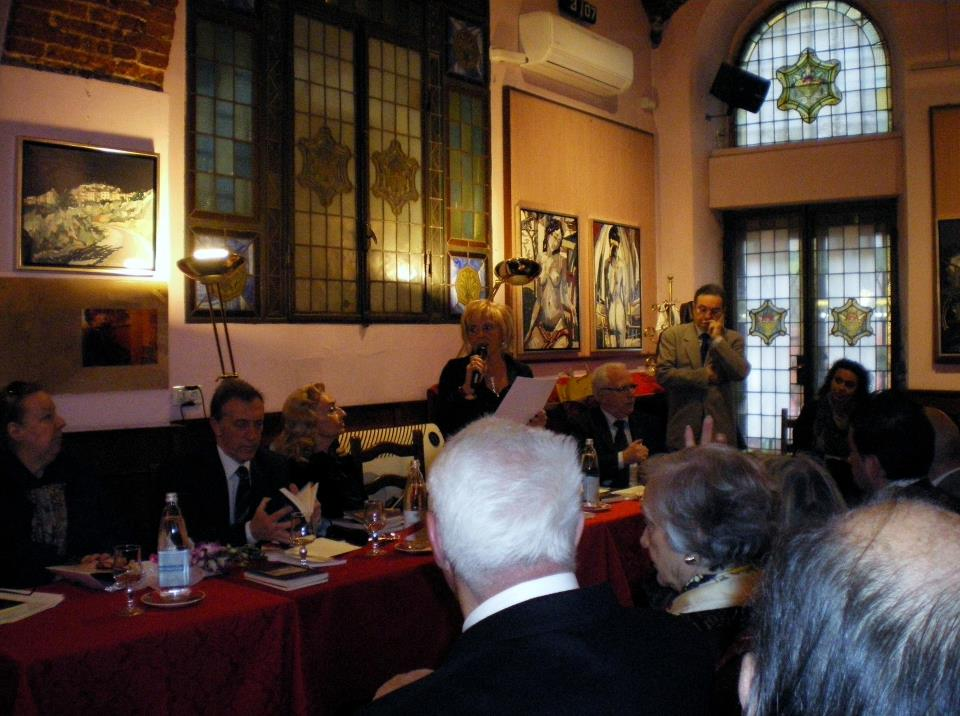
Внутри помещения

Кафе основано двумя немцами — братьями Рейнингхаус, в 1896 году. Было закрыто с 2019 по 2024 годы из-за финансовых проблем.
В конце июня 2024 года «Il Caffé Letterario Giubbe Rosse» возобновило свою деятельность.